# Chris Hartmann
Christian „Chris“ Hartmann (* 12. Oktober 1994 in Minden) ist ein deutscher Radiomoderator.

## Leben und Karriere
Hartmann startete seine Radiokarriere während der Schulzeit als Hörfunk-Reporter bei Radio Westfalica in Minden. Außerdem war er an dem Jugendformat „deinfm owl“ der NRW-Lokalradios in Ostwestfalen beteiligt. Zusätzlich moderierte er verschiedene Shows im Webradio (u. a. bei RauteMusik). 2014 bestand Hartmann das Abitur an der Verbundschule in Hille. Direkt im Anschluss trat er ein Volontariat bei ENERGY Hamburg an. Dort moderierte er von 2014 bis 2017 verschiedene Shows (u. a. den ENERGY Samstagmorgen mit Chris und Marc) und war in der täglichen Morningshow zu hören.
Im März 2017 wechselte Hartmann zu 104.6 RTL nach Berlin. Dort moderierte er zunächst abwechselnd mit Verena Runne und Eileen Osei die Abendschiene sowie gelegentlich die Nachmittagsshow in Vertretung für Hans Blomberg. Von Februar 2018 bis Dezember 2023 präsentierte er zudem die RTL Top 40 am Sonntagnachmittag, die auch – ebenso wie weitere Programmelemente des Senders – via Voicetracking auf RTL – Deutschlands Hitradio laufen. Seit Anfang 2024 moderiert er werktäglich von 14:00 bis 19:00 Uhr seine eigene Sendung Chris am Nachmittag und übernahm damit die Moderationsschiene von Hans Blomberg, der die Station verlassen hatte.
Ab November 2019 veröffentlichte er zusammen mit seinem ehemaligen Moderatorkollegen Marc Hillen den Podcast „Hillen und Hartmann“.
Hartmann engagiert sich ehrenamtlich bei der Freiwilligen Feuerwehr an seinem Wohnort.